# Acanthopagrus bifasciatus
Acanthopagrus bifasciatus е вид лъчеперка от семейство Sparidae. Видът е незастрашен от изчезване.

## Разпространение и местообитание
Разпространен е в Бахрейн, Джибути, Египет, Еритрея, Йемен, Израел, Йордания, Ирак, Иран, Катар, Кувейт, Обединени арабски емирства, Оман, Пакистан, Саудитска Арабия, Сомалия, Судан и Шри Ланка.
Среща се на дълбочина около 15 m, при температура на водата около 28,6 °C и соленост 37,6 ‰.

## Описание
На дължина достигат до 36,2 cm.
Продължителността им на живот е около 19 години.